# Mary Stuart Masterson
Mary Stuart Masterson (New York, 28 juni 1966) is een Amerikaans actrice.

## Biografie
Mary Stuart Masterson werd geboren in New York. Haar filmcarrière begon al in 1975 toen ze, 9 jaar oud, een kleine rol had in The Stepford Wives.
Haar carrière als actrice bereikte een hoogtepunt in de eind jaren 80. Aan het begin van de jaren 90 was ze ook nog in een aantal bekende films te zien. Tegenwoordig is ze vooral bekend dankzij haar rol in de misdaadserie Law & Order: Special Victims Unit.

## Filmografie (selectie)
- 1975: The Stepford Wives
- 1985: Heaven Help Us
- 1986: At Close Range
- 1987: Some Kind of Wonderful
- 1987: Gardens of Stone
- 1988: Mr. North
- 1989: Chances Are
- 1991: Fried Green Tomatoes
- 1993: Benny & Joon
- 1994: Bad Girls
- 1994: Radioland Murders
- 1996: Bed of Roses
- 1996: Heaven's Prisoners
- 1997: The Postman
- 1998: Digging to China
- 1999: The Book of Stars
- 2004: Something the Lord Made
- 2016: As You Are
- 2023: Five Nights at Freddy's

## Trivia
Mary Stuart Masterson studeerde antropologie.
- Biblioteca Nacional de España: XX1306756
- Bibliothèque nationale de France: cb14033937w (data)
- Gemeinsame Normdatei: 142758418
- International Standard Name Identifier: 0000 0001 1030 3505
- Library of Congress Control Number: n92072414
- MusicBrainz: 61af8306-60c6-4898-a37e-a6c1fe308aae
- Nationale Bibliotheek van Tsjechië: pna2006327281
- Nationale Bibliotheek van Israël: 987007449194305171
- Nationale Bibliotheek van Polen: a0000001709519
- SNAC: w6446h1c
- Système universitaire de documentation: 075698781
- Virtual International Authority File: 85097566
- WorldCat: E39PBJdGQYp4jbGjTWjvhRhmBP